# Cocky Mazzetti
Elsa Agnese Mazzetti detta Cocky, Cocki o talora Cochi Mazzetti (Milano, 28 febbraio 1937 – Milano, 20 marzo 2024) è stata una cantante italiana, famosa negli anni sessanta.

## Biografia
Elsa Agnese Mazzetti nacque a Milano il 28 febbraio 1937. Iniziò a cantare nel 1954 nell'orchestra Zerosei con cui svolse anche varie tournée all'estero. Il suo debutto discografico avvenne nel 1960, dopo aver ottenuto un contratto discografico con la Primary e aver assunto il nome d'arte Cocky.
L'anno successivo partecipò al Festival di Sanremo 1961 con Qualcuno mi ama, ma fu nel corso dell'estate che si fece conoscere dal grande pubblico grazie al successo del brano Pepito.
Nel 1962 fu nuovamente al Festival di Sanremo con Tobia e Occhi senza lacrime. Nello stesso anno partecipò anche al Festival di Napoli dove si aggiudicò il terzo posto con Nuttata 'e luna, e cantando i brani inizialmente destinati a Mina e Adriano Celentano (Chin'è fuoco e Paese 'e cartuline). Partecipò al VI Festival di Zurigo con il brano Fuochi d'artificio. Fu, inoltre, la prima cantante a incidere il brano La partita di pallone, che raggiunse i primi posti delle hit-parade qualche mese più tardi nella versione cantata da Rita Pavone.
La delusione fu presto riscattata dal Festival di Sanremo 1963, in cui si classificò terza con Giovane giovane, cantata in coppia con Pino Donaggio; allo stesso festival presentò anche Perché perché, in coppia con Tony Renis.
Sempre nel 1963 incise Dimmelo sottovoce, sigla della trasmissione televisiva Leggerissimo.
Anche nel 1964 partecipò ad alcune importanti manifestazioni musicali: fu nuovamente al Festival di Sanremo con Mezzanotte, in coppia con Los Hermanos Rigual, al Cantagiro e al Festival delle Rose; nel prosieguo del decennio incise altri dischi senza tuttavia ottenere significativi riscontri di vendita.
Dopo un periodo di pausa, nei primi anni ottanta divenne una componente del gruppo Gli Oldies, con Wilma De Angelis, Claudio Celli, Ernesto Bonino e Nicola Arigliano: con questa formazione incise un nuovo album e partecipò a svariate trasmissioni televisive, soprattutto su Antennatre e Canale 5.
Dal 1998 al 2001 partecipò come ospite fissa a trasmissioni di Paolo Limiti su Rai 1 interpretando successi di tutti i tempi facenti parte del suo vasto repertorio. Particolarmente degni di nota furono Il tema di Harry Lime dal film Il terzo uomo e Non chiamarmi autunno del repertorio di Flo Sandon's. 
Da tempo ammalata e costretta all'immobilità, morì a Milano, nella sua abitazione nel quartiere San Siro, il 20 marzo 2024 all'età di 87 anni. Riposa al cimitero maggiore di Milano.

## Discografia

### Singoli
- 1960: Flamenco rock/Quando c'è la luna piena (Primary)
- 1961: Qualcuno mi ama/A. A. A. Adorabile cercasi (Primary CRA 91817)
- 1961: Siesta/È quasi l'alba (Primary)
- 1961: Tu, lei, lui.../Versami qualcosa di freddo (Primary)
- 1961: Che dirà la gente?/Abreme la puerta (Primary CRA 91824)
- 1961: Bacio per bacio/No, non lasciarmi (Primary)
- 1961: Tu sei differente/Mezzosangue (Primary)
- 1961: Tienimi/No, non lasciarmi (Primary)
- 1962: Ruega por nosotros/Stasera (Primary)
- 1962: Un caffè/Tu sei differente (Eres diferente) (Primary)
- 1962: La cumparsita/Non mi vuoi (Primary CRA 91832)
- 1962: Pepito/Zero In Cha Cha Cha (Primary CRA 91833)
- 1962: Tobia/Occhi senza lacrime (Primary CRA 91857)
- 1962: Nuttata 'e luna/Paese 'e cartulina/Chin'e fuoco (Primary CRA 91877)
- 1962: Carneval do Brasil/Cielito lindo (Primary)
- 1962: La partita di pallone/Il tuo compleanno (Primary CRA 91886)
- 1962: Fuochi d'artificio/Virgola di luna (Primary CRA 91887)
- 1962: Tango italiano/Virgola di luna (Primary)
- 1963: Pluto/Archimede Pitagorico (Primary CRA 91895)
- 1963: Giovane giovane/Le gocce (Primary CRA 91896)
- 1963: Perché, perché..?/Di baci (Primary CRA 91897)
- 1963: Dimmelo sottovoce/Qui sotto il cielo di Capri (Primary CRA 91899)
- 1963: La domenica/Pizza pye (Primary)
- 1963: Casanova Baciami/Tu lo sai (Primary CRA NP 91903)
- 1963: Ronf ronf/Pagherai (Primary CRA NP 91920)
- 1963: Buio/Pagherai (Primary CRA 91921)
- 1964: Mezzanotte/Dicono di me (Primary CRA 91927)
- 1964: La favola della gatta Miagola/Se avessi (Primary CRA 91932)
- 1964: Uno ventuno tremila/Sei libero (Primary)
- 1964: La fine di tutto/Ho perso la bussola (Primary 91933)
- 1965: Senza catene/Credere nella vita (Primary CRA 91945)
- 1965: Tutta la vita/Katy (Primary CRA 91951)
- 1967: Sole caldo/Tom e tam (Zeus BE 236)
- 1968: Pioggia di settembre/Coltivatore di garofani (Zeus BE 234)
- 1968: Ciao città/Quell'occhiata (Fox HF 1028)

### Album
- 1963: Cocki Mazzetti (Primary)
- 1992: Incominciò con un caffè (Lotus CD10105)
- 1996: Non è un capriccio (Dig-It)
- 1996: I grandi successi (Duck Record SMCD503)

### EP pubblicati fuori dall'Italia
- 1963 El partido de fútbol/Casanova, bésame/Ruega por nosotros/Por qué, por qué? (Belter 50.697; pubblicato in Spagna)
- 1965 Medianoche/Un cafe/El domingo/Me las pagaras (Belter 51.375; pubblicato in Spagna)
- 1965 Carnaval do Brasil/Cielito lindo/Pizza pye/La domenica (Jugoton EP-PR 9120; pubblicato in Jugoslavia)

### Discografia col gruppo gli Oldies
- 1982 Questi pazzi pazzi Oldies (RCA)